# Ólafur Jóhannesson
Ólafur Jóhannesson (1 de março de 1913 – 20 de maio 1984) foi um político islandês. Ocupou o cargo de Primeiro-ministro da Islândia por duas vezes, sendo a primeira de 14 de julho de 1971 até 28 de agosto de 1974 e a segunda de 31 de agosto de 1978 até 15 de outubro de 1979.